# 간다 하야토
간다 하야토(일본어: 閑田 隼人, 2002년 8월 1일~)는 일본의 축구 선수이다.

## 구단 경력
그는 2024년 J2리그의 후지에다 MYFC에 입단했다.